# Mynarski chute mortelle
Pour plus de détails, voir Fiche technique et Distribution.
Mynarski chute mortelle (Mynarski Death Plummet) est un film d'animation canadien de court métrage réalisé par Matthew Rankin et sorti en 2014.
Le film est présenté au Festival de Sundance en 2015.

## Synopsis
Un récit historique des derniers instants de la vie de Andrew Mynarski (en), un aviateur héros de la Seconde Guerre mondiale originaire de Winnipeg, mort en tentant de sauver un de ses frères d'armes.

## Fiche technique
- Titre : Mynarski chute mortelle
- Titre original : Mynarski Death Plummet
- Réalisation : Matthew Rankin
- Scénario : Matthew Rankin
- Animateur : Matthew Rankin et Louisa Chabas
- Montage : Matthew Rankin
- Costumes: Becca Blackwood
- Musique : Patrick Keenan
- Producteur : Gabrielle Tougas-Fréchette et Matthew Rankin
- Distributeur : La Distributrice de Films
- Pays d'origine :  Canada
- Durée : 7 minutes
- Dates de sortie :
  -  Canada : 5 septembre 2014 (Festival international du film de Toronto)
  -  France : 15 juin 2015 (Festival international du film d'animation d'Annecy)

## Distribution
- Alek Rzeszowski : Andrew Mynarski
- Robert Vilar : Pat Brophy, l'équipier enfermé
- Annie St-Pierre : Annie St-Pierre
- Louis Negin (en) : le maire de Cambrai
- Eve Majzels et Maryse Lebeau : citoyennes de Cambrai

## Récompenses et distinctions
- Prix du court métrage « Off-Limits » au festival international du film d'animation d'Annecy 2015[3],[4]
- Prix du meilleur court métrage de fiction lors des 33e Rendez-vous du cinéma québécois (RVCQ)[5]
- Prix du meilleur court métrage canadien au Festival international d'animation d'Ottawa 2015[6]

### Nominations
- Soirée des prix Jutra 2015 (désormais Gala Québec Cinéma) : Meilleur court ou moyen métrage[7]
- Prix Écrans canadiens 2016 : meilleur court métrage dramatique[8]